# Jacinto das Neves
Jacinto das Neves é um bairro do município brasileiro de Coronel Fabriciano, no interior do estado de Minas Gerais. Localiza-se no distrito-sede, estando situado no Setor 2. Segundo o censo demográfico de 2022, realizado pelo Instituto Brasileiro de Geografia e Estatística (IBGE), sua população era de 392 habitantes e havia 169 domicílios particulares permanentes ocupados.
De acordo com o IBGE, em 2010 a população era de 204 habitantes e havia 87 domicílios particulares.
A área onde está situado o atual bairro pertencia originalmente ao fabricianense Jovelino Jacinto das Neves, industriário que trabalhou na Serraria Santa Helena e na CAF Santa Bárbara, que foram alguns dos principais empreendimentos industriais do município. A propriedade foi loteada em 1990.